# Casa dos Arcos (Marco de Canaveses)
A Casa dos Arcos é uma antiga casa nobre localizada em Rio de Galinhas, na freguesia de Marco, no Município de Marco de Canaveses.
Foi construída no século XVII e posteriormente brasonada. Pertenceu primitivamente a Baltazar de Bulhões, que a vendeu ao Convento de Almoster. Este mosteiro aforou-o a Francisco Pires e sua mulher. A sua história está ligada à ascensão social de determinadas famílias da freguesia naquele período. É uma das mais antigas do género em todo o concelho.
Está classificada como Imóvel de Interesse Público desde 1977.